# Josée
Josée (en hangul, 조제), es un largometraje dramático surcoreano de 2020 escrito y dirigido por Kim Jong-kwan, y protagonizado por Han Ji-min (Josée) y Nam Joo-hyuk (Lee Young-seok). Está basado en el relato japonés Josée, el tigre y el pez, escrito por Seiko Tanabe, y es por tanto una nueva versión de la película japonesa del mismo título estrenada en 2003, aunque, según su guionista, si la premisa es similar, la historia, los personajes y el estilo son completamente diferentes. La película narra la historia de amor que surge entre Josée, una joven parapléjica y encerrada en su propio mundo, y Young-seok, un estudiante universitario al que conoce casualmente.
El título deriva del nombre con el que quiere ser llamada su protagonista, y que toma de un personaje de una novela de la escritora francesa Françoise Sagan, Dans un mois, dans un an.

## Argumento
Josée es una joven mujer que vive en una casa con la anciana que la acogió cuando de niña escapó del orfanato, y a la que considera como su abuela. Viven en condiciones de extrema pobreza, pues ella no puede trabajar debido a su discapacidad (necesita moverse en silla de ruedas) y la anciana se gana la vida reciclando cartón y otros materiales de deshecho. Young-seok es un estudiante de último año de ingeniería, con prometedoras perspectivas laborales. Un día encuentra a Josée tirada en el suelo de una calle, después de caer de su silla, a la que se la ha roto una de sus ruedas. La ayuda y la lleva a casa, donde la anciana lo invita a comer. Así empieza a conocer a Josée e interesarse por ella. Se da cuenta de que es una lectora voraz que vive un mundo de fantasía para escapar de la dura realidad en la que vive. Intenta sacarla de la pobreza con la ayuda de trabajadores sociales y el acceso a recursos públicos para discapacitados. Ella se enfrenta por primera vez a sentimientos de afecto que le eran ajenos, y a causa de sus inseguridades y de su poco aprecio por sí misma tiene dificultades para aceptar que alguien pueda amarla. Sin embargo, entre ambos va naciendo una relación.

## Reparto
- Han Ji-min como Josée.
- Nam Joo-hyuk como Lee Young-seok.
- Heo Jin como Dabok.
- Park Ye-jin como Hye-seon.
- Jo Bok-rae como Cheol-ho.
- Lee So-hee como Soo-kyung.
- Lee Sung-wook como Choi-kyung.
- Jung Yi-seo como Na-young.
- Lee Joo-young como Seon-hee (cameo).

Según su director y guionista, la elección de los actores fue decisiva para la película, pues aunque se realizó después de terminado el guion, este se modificó después para adaptarlo a los protagonistas, que lo enriquecieron con sus aportaciones. Esta es la segunda ocasión en que trabajan juntos Han Ji-min y Nam Joo-hyuk, después de haber sido protagonistas del drama romántico La luz en tus ojos, de 2019.

## Estreno
La película se estrenó en Corea del Sur el 10 de diciembre de 2020. En los primeros seis días de exhibición alcanzó la cifra de 90 000 espectadores, lo que la situó en primera posición entre las más vistas del país. Sin embargo, y con respecto a las cifras de años anteriores relativas al mes de diciembre (tradicionalmente el mes de mejores taquillas), se trata de un número modesto, condicionado por la pandemia de COVID-19, pues su estreno coincidió con uno de los picos de la misma. El 20 de diciembre seguía en primera posición, con más de 139 000 espectadores. El número final de espectadores durante el año 2020 fue de 186 651 que acudieron a las 1179 salas de cine donde se proyectó, y la recaudación total del año fue de 1 545 923 dólares. Las cifras definitivas obtenidas por la película en su país de producción fueron de 210 693 espectadores y 1 661 192 dólares de taquilla.
Se ha estrenado también en Singapur (10 de diciembre de 2020), Taiwán (11 de diciembre), Vietnam (18 de diciembre) e Indonesia (30 de diciembre), Hong Kong (31 de diciembre) y Mongolia (6 de enero de 2021). También ha conseguido distribuidores para su exhibición en Canadá, Estados Unidos, China y Japón.

## Recepción
La crítica ha destacado en primer lugar el cierto riesgo que se corría al hacer esta nueva versión, pues el original es uno de los filmes japoneses más apreciados por el público coreano, y por otro lado ha señalado las grandes diferencias de esta versión con respecto al original; si bien el desarrollo general es el mismo, esta película representa la juventud, el paisaje y el espacio de la sociedad coreana con el sello de su director Kim Jong-kwan. Estas diferencias no son favorables a la versión coreana, que carece de la fuerza y unidad del original. En particular, se destaca como una debilidad del filme la confusión sobre el punto de vista desde el que se narra, pues empieza observando a Josée desde la perspectiva de Young-seok en la primera parte para cambiar el enfoque a aquella desde la escena en que deciden pasar juntos una noche de nieve. Entre los aspectos positivos de la película, en cambio, se ha señalado tanto la interpretación de ambos protagonistas como la belleza visual en la representación del paisaje según las estaciones del año en las que transcurre la trama. También se ha resaltado la habilidad del director Kim Jong-kwan en capturar las emociones que brotan de espacios cotidianos, en este caso una vieja casa llena de libros y viejos objetos, con un gusto por el detalle que sirve para recordar que el tenor de la película es el realismo y no la fábula.